# Tommy Stinson
Pour les articles homonymes, voir Stinson.
Tommy Stinson, né Thomas Eugene Stinson le 6 octobre 1966 à Minneapolis aux États-Unis est un bassiste connu pour son travail avec The Replacements et Guns N'Roses. Il a rejoint ce dernier groupe en 1998 et n'ont pour le moment enregistré qu'un seul album. Tommy Stinson joue également souvent avec le groupe Soul Asylum dont il est également membre.